# Empoli Football Club 1988-1989
Questa voce raccoglie le informazioni riguardanti l'Empoli Football Club nelle competizioni ufficiali della stagione 1988-1989.

## Stagione
Nella stagione 1988-1989 l'Empoli disputa il campionato di Serie B, ottiene 34 punti con Brescia ed il Monza, alle spalle ci sono Sambenedettese, Taranto e Piacenza. Il Monza è salvo per i risultati migliori nella classifica avulsa a tre, tra Empoli e Brescia va giocato uno spareggio, chi vince è salvo, chi perde scende in Serie C1. Viene disputato a Cesena il 24 giugno 1989, la partita dopo i tempi supplementari termina (0-0), vengono calciati i rigori che premiano il Brescia (3-0). In questo modo la squadra bianco azzurra toscana retrocede.
Eppure l'Empoli di Luigi Simoni è partito con il piede giusto, al termine del girone di andata è ottavo con 19 punti, poi un lento ma inesorabile scivolamento verso il basso. A metà maggio la sconfitta interna (0-2) contro il Brescia costringe ad un doloroso commiato da Gigi Simoni, sostituito da Ferdinando Donati, che nelle ultime cinque partite del torneo ottiene quattro pareggi ed una vittoria, che però non bastano a uscire l'Empoli dall'incubo retrocessione, che si materializza nello spareggio perso a Cesena. Ciccio Baiano con 15 reti è il miglior marcatore di questa sfortunata stagione empolese.
In Coppa Italia l'Empoli disputa il quinto girone della prima fase, che promuove alla seconda fase la Roma, il Monza ed il Como. L'Empoli vince una sola partita (4-1) sul Prato.

## Rosa
| N. |                   | Ruolo | Calciatore         |
| -- | ----------------- | ----- | ------------------ |
|    | Italia (bandiera) | P     | Fabrizio Calattini |
|    | Italia (bandiera) | P     | Giulio Drago       |
|    | Italia (bandiera) | D     | Ezio Gelain        |
|    | Italia (bandiera) | D     | Antonio Grani      |
|    | Italia (bandiera) | D     | Gennaro Monaco     |
|    | Italia (bandiera) | D     | Carmelo Parpiglia  |
|    | Italia (bandiera) | D     | Pierluigi Prete    |
|    | Italia (bandiera) | D     | Vincenzo Romano    |
|    | Italia (bandiera) | D     | Andrea Salvadori   |
|    | Italia (bandiera) | D     | Angelo Trevisan    |
|    | Italia (bandiera) | C     | Rocco Cotroneo     |
|    | Italia (bandiera) | C     | Gianni Cristiani   |
|    | Italia (bandiera) | C     | Luca Della Scala   |

| N. |                   | Ruolo | Calciatore           |
| -- | ----------------- | ----- | -------------------- |
|    | Italia (bandiera) | C     | Eusebio Di Francesco |
|    | Italia (bandiera) | C     | Agostino Iacobelli   |
|    | Italia (bandiera) | C     | Gianluca Leone       |
|    | Italia (bandiera) | C     | Walter Mazzarri      |
|    | Italia (bandiera) | C     | Ferruccio Terrosu    |
|    | Italia (bandiera) | C     | Beniamino Vignola    |
|    | Italia (bandiera) | A     | Francesco Baiano     |
|    | Italia (bandiera) | A     | Massimiliano Benfari |
|    | Italia (bandiera) | A     | Nicola Caccia        |
|    | Italia (bandiera) | A     | Loriano Cipriani     |
|    | Italia (bandiera) | A     | Carmine Gautieri     |
|    | Italia (bandiera) | A     | Antonio Soda         |
|    | Italia (bandiera) | A     | Adelino Zennaro      |

## Calciomercato

### Sessione estiva
| Acquisti | Acquisti           | Acquisti          | Acquisti      |
| R.       | Nome               | da                | Modalità      |
| -------- | ------------------ | ----------------- | ------------- |
| P        | Fabrizio Calattini | Pistoiese         | fine prestito |
| D        | Antonio Grani      | Trento            | definitivo    |
| D        | Gennaro Monaco     | Ischia Isolaverde | definitivo    |
| D        | Carmelo Parpiglia  | Lecce             | definitivo    |
| D        | Pierluigi Prete    | Frosinone         | definitivo    |
| D        | Andrea Salvadori   | Atalanta          | fine prestito |
| D        | Angelo Trevisan    | Genoa             | definitivo    |
| C        | Rocco Cotroneo     | Modena            | fine prestito |
| C        | Gianni Cristiani   | Catanzaro         | definitivo    |
| C        | Andrea Del Bino    | Pistoiese         | fine prestito |
| C        | Agostino Iacobelli | Catanzaro         | definitivo    |
| C        | Gianluca Leone     | Pro Vercelli      | definitivo    |
| C        | Ferruccio Terrosu  | Olbia             | definitivo    |
| C        | Beniamino Vignola  | Juventus          | definitivo    |
| A        | Francesco Baiano   | Napoli            | prestito      |
| A        | Loriano Cipriani   | Barletta          | definitivo    |
| A        | Antonio Soda       | Catanzaro         | definitivo    |
| A        | Adelino Zennaro    | Lucchese          | fine prestito |

| Cessioni | Cessioni               | Cessioni      | Cessioni      |
| R.       | Nome                   | a             | Modalità      |
| -------- | ---------------------- | ------------- | ------------- |
| P        | Daniele Balli          | Trento        | prestito      |
| P        | Michele Pintauro       | -             | svincolato    |
| D        | Massimo Brambati       | Torino        | fine prestito |
| D        | Settimio Lucci         | Udinese       | definitivo    |
| D        | Luigino Pasciullo      | Atalanta      | fine prestito |
| D        | Claudio Vertova        | Atalanta      | definitivo    |
| C        | Marco Calonaci         | Modena        | definitivo    |
| C        | Enrico Cucchi          | Inter         | riscatto      |
| C        | Andrea Del Bino        | Jesina        | prestito      |
| C        | Francesco Della Monica | Brescia       | definitivo    |
| C        | Giuseppe Incocciati    | Atalanta      | fine prestito |
| C        | Corrado Urbano         | Bari          | definitivo    |
| C        | Francesco Zanoncelli   | Milan         | fine prestito |
| A        | Paolo Baldieri         | Roma          | fine prestito |
| A        | Davor Čop              | Cibalia       | fine prestito |
| A        | Johnny Ekström         | Bayern Monaco | definitivo    |

### Sessione invernale
| Acquisti | Acquisti        | Acquisti | Acquisti   |
| R.       | Nome            | da       | Modalità   |
| -------- | --------------- | -------- | ---------- |
| D        | Vincenzo Romano | Avellino | definitivo |

| Cessioni | Cessioni        | Cessioni    | Cessioni   |
| R.       | Nome            | a           | Modalità   |
| -------- | --------------- | ----------- | ---------- |
| D        | Ezio Gelain     | Cesena      | definitivo |
| D        | Pierluigi Prete | Casarano    | prestito   |
| C        | Rocco Cotroneo  | Reggina     | prestito   |
| C        | Walter Mazzarri | Licata      | definitivo |
| A        | Adelino Zennaro | Salernitana | definitivo |

## Risultati

### Serie B

#### Girone di andata
| Monza 11 settembre 1988 1ª giornata | Monza                         | 0 – 0 referto | Empoli | Stadio Brianteo\| Arbitro: \| Quartuccio (Torre Annunziata) \| |
| Arbitro:                            | Quartuccio (Torre Annunziata) |               |        |                                                                |

| Empoli 18 settembre 1988 2ª giornata | Empoli                        | 0 – 0 referto | Licata | Stadio Carlo Castellani\| Arbitro: \| Boemo (Cervignano del Friuli) \| |
| Arbitro:                             | Boemo (Cervignano del Friuli) |               |        |                                                                        |

| Arbitro: | Sanguineti (Chiavari) |

|            |           |  |
| Baiano 68’ | Marcatori |  |

| Arbitro: | Fabricatore (Roma) |

|            |           |  |
| Avanzi 52’ | Marcatori |  |

| Empoli 9 ottobre 1988 5ª giornata | Empoli              | 0 – 0 referto | Sambenedettese | Stadio Carlo Castellani\| Arbitro: \| Bailo (Novi Ligure) \| |
| Arbitro:                          | Bailo (Novi Ligure) |               |                |                                                              |

| Arbitro: | Dal Forno (Ivrea) |

|                     |           |  |
| Simonini 77’ (rig.) | Marcatori |  |

| Arbitro: | Acri (Novi Ligure) |

|                             |           |                                  |
| Soda 27’, 50’ Parpiglia 73’ | Marcatori | 48’ Minoia 89’ D'Ignazio Pulpito |

| Arbitro: | Beschin (Legnago) |

|                  |           |  |
| Rebonato 6’, 50’ | Marcatori |  |

| Arbitro: | Monni (Sassari) |

|                         |           |  |
| Cipriani 32’ Baiano 34’ | Marcatori |  |

| Empoli 13 novembre 1988 10ª giornata | Empoli                    | 0 – 0 referto | Udinese | Stadio Carlo Castellani\| Arbitro: \| Pezzella (Frattamaggiore) \| |
| Arbitro:                             | Pezzella (Frattamaggiore) |               |         |                                                                    |

| Arbitro: | Guidi (Bologna) |

|                            |           |          |
| Di Gennaro 21’ Monelli 80’ | Marcatori | 56’ Soda |

| Arbitro: | Trentalange (Torino) |

|               |           |                   |
| Francioso 55’ | Marcatori | 11’ (rig.) Baiano |

| Arbitro: | Acri (Novi Ligure) |

|                   |           |              |
| Baiano 24’ (rig.) | Marcatori | 71’ Padovano |

| Arbitro: | Stafoggia (Pesaro) |

|               |           |  |
| Bonometti 86’ | Marcatori |  |

| Arbitro: | Piana (Modena) |

|                     |           |                |
| Soda 21’ Baiano 47’ | Marcatori | 50’ Beccalossi |

| Arbitro: | Boemo (Cervignano del Friuli) |

|                           |           |                        |
| Quaggiotto 8’, 70’ (rig.) | Marcatori | 49’ Vignola 80’ Baiano |

| Arbitro: | Guidi (Bologna) |

|                             |           |  |
| Baiano 22’, 29’, 77’ (rig.) | Marcatori |  |

| Piacenza 15 gennaio 1989 18ª giornata | Piacenza           | 0 – 0 referto | Empoli | Stadio Galleana\| Arbitro: \| Acri (Novi Ligure) \| |
| Arbitro:                              | Acri (Novi Ligure) |               |        |                                                     |

| Empoli 22 gennaio 1989 19ª giornata | Empoli                | 0 – 0 referto | Ancona | Stadio Carlo Castellani\| Arbitro: \| Sanguineti (Chiavari) \| |
| Arbitro:                            | Sanguineti (Chiavari) |               |        |                                                                |

#### Girone di ritorno
| Arbitro: | Trentalange (Torino) |

|            |           |  |
| Caccia 49’ | Marcatori |  |

| Arbitro: | Bailo (Novi Ligure) |

|                            |           |                             |
| La Rosa 30’ Sorce 37’, 42’ | Marcatori | 27’ Iacobelli 64’ Parpiglia |

| Arbitro: | Boemo (Cervignano del Friuli) |

|                       |           |  |
| S. Schillaci 37’, 40’ | Marcatori |  |

| Arbitro: | F. Baldas (Trieste) |

|                          |           |                      |
| Parpiglia 24’ Baiano 26’ | Marcatori | 39’ Bivi 42’ Cinello |

| Arbitro: | Guidi (Bologna) |

|                |           |  |
| Valoti 9’, 28’ | Marcatori |  |

| Empoli 12 marzo 1989 25ª giornata | Empoli           | 0 – 0 referto | Padova | Stadio Carlo Castellani\| Arbitro: \| Cornieti (Forlì) \| |
| Arbitro:                          | Cornieti (Forlì) |               |        |                                                           |

| Arbitro: | Trentalange (Torino) |

|           |           |             |
| Lerda 89’ | Marcatori | 45’ Vignola |

| Arbitro: | Piana (Modena) |

|                        |           |  |
| Vignola 49’ Baiano 58’ | Marcatori |  |

| Arbitro: | Beschin (Legnago) |

|                         |           |  |
| Minotti 30’ Faccini 83’ | Marcatori |  |

| Arbitro: | Monni (Sassari) |

|              |           |  |
| Catalano 50’ | Marcatori |  |

| Arbitro: | Fabricatore (Roma) |

|              |           |               |
| Cipriani 53’ | Marcatori | 30’ Maiellaro |

| Empoli 23 aprile 1989 31ª giornata | Empoli             | 0 – 0 referto | Avellino | Stadio Carlo Castellani\| Arbitro: \| Felicani (Bologna) \| |
| Arbitro:                           | Felicani (Bologna) |               |          |                                                             |

| Arbitro: | Guidi (Bologna) |

|                |           |  |
| Caneo 75’, 88’ | Marcatori |  |

| Arbitro: | Quartuccio (Torre Annunziata) |

|  |           |                          |
|  | Marcatori | 34’ Bonometti 85’ Savino |

| Barletta 21 maggio 1989 34ª giornata | Barletta            | 0 – 0 referto | Empoli | Stadio Comunale\| Arbitro: \| F. Baldas (Trieste) \| |
| Arbitro:                             | F. Baldas (Trieste) |               |        |                                                      |

| Arbitro: | Fabricatore (Roma) |

|            |           |                 |
| Baiano 23’ | Marcatori | 41’ D. Fontolan |

| Catania 4 giugno 1989 36ª giornata | Reggina          | 0 – 0 referto | Empoli | Stadio Cibali\| Arbitro: \| Paparesta (Bari) \| |
| Arbitro:                           | Paparesta (Bari) |               |        |                                                 |

| Arbitro: | Trentalange (Torino) |

|                                          |           |  |
| Baiano 44’ (rig.), 67’ (rig.) Caccia 88’ | Marcatori |  |

| Ancona 18 giugno 1989 38ª giornata | Ancona              | 0 – 0 referto | Empoli | Stadio Dorico\| Arbitro: \| Coppetelli (Tivoli) \| |
| Arbitro:                           | Coppetelli (Tivoli) |               |        |                                                    |

#### Spareggio retrocessione
| Arbitro: | Longhi (Roma) |

|                                    |                      |                      |
| Turchetta Corini Bonometti Zoratto | Tiri di rigore 3 – 0 | Baiano Cipriani Soda |

### Coppa Italia

#### Primo turno
| Arbitro: | Trentalange (Torino) |

|             |           |  |
| Galassi 36’ | Marcatori |  |

| Arbitro: | Lo Bello (Siracusa) |

|                          |           |                                |
| Baiano 46’ Cristiani 83’ | Marcatori | 7’ Völler 53’ Conti 60’ Renato |

| Arbitro: | Stafoggia (Pesaro) |

|                                          |           |            |
| Trevisan 26’ Cristiani 37’ Soda 69’, 79’ | Marcatori | 13’ Turchi |

| Arbitro: | Satariano (Palermo) |

|              |           |  |
| Gaudenzi 61’ | Marcatori |  |

| Arbitro: | Bailo (Novi Ligure) |

|                   |           |  |
| Notaristefano 51’ | Marcatori |  |

## Statistiche

### Statistiche di squadra
| Competizione            | Punti | In casa | In casa | In casa | In casa | In casa | In casa | In trasferta | In trasferta | In trasferta | In trasferta | In trasferta | In trasferta | Totale | Totale | Totale | Totale | Totale | Totale | DR |
| Competizione            | Punti | G       | V       | N       | P       | Gf      | Gs      | G            | V            | N            | P            | Gf           | Gs           | G      | V      | N      | P      | Gf     | Gs     | DR |
| ----------------------- | ----- | ------- | ------- | ------- | ------- | ------- | ------- | ------------ | ------------ | ------------ | ------------ | ------------ | ------------ | ------ | ------ | ------ | ------ | ------ | ------ | -- |
| Serie B                 | 34    | 19      | 8       | 10      | 1       | 22      | 10      | 19           | 0            | 8            | 11           | 7            | 23           | 38     | 8      | 18     | 12     | 29     | 33     | -4 |
| Spareggio retrocessione |       | 0       | 0       | 0       | 0       | 0       | 0       | 0            | 0            | 0            | 0            | 0            | 0            | 1      | 0      | 1      | 0      | 0      | 0      | 0  |
| Coppa Italia            |       | 2       | 1       | 0       | 1       | 6       | 4       | 3            | 0            | 0            | 3            | 0            | 3            | 5      | 1      | 0      | 4      | 6      | 7      | -1 |
| Totale                  | -     | 21      | 9       | 10      | 2       | 28      | 14      | 22           | 0            | 8            | 14           | 7            | 26           | 44     | 9      | 19     | 16     | 35     | 40     | -5 |

### Andamento in campionato
| Giornata  | 1  | 2  | 3 | 4  | 5  | 6  | 7  | 8  | 9  | 10 | 11 | 12 | 13 | 14 | 15 | 16 | 17 | 18 | 19 | 20 | 21 | 22 | 23 | 24 | 25 | 26 | 27 | 28 | 29 | 30 | 31 | 32 | 33 | 34 | 35 | 36 | 37 | 38 |
| --------- | -- | -- | - | -- | -- | -- | -- | -- | -- | -- | -- | -- | -- | -- | -- | -- | -- | -- | -- | -- | -- | -- | -- | -- | -- | -- | -- | -- | -- | -- | -- | -- | -- | -- | -- | -- | -- | -- |
| Luogo     | T  | C  | C | T  | C  | T  | C  | T  | C  | C  | T  | T  | C  | T  | C  | T  | C  | T  | C  | C  | T  | T  | C  | T  | C  | T  | C  | T  | T  | C  | C  | T  | C  | T  | C  | T  | C  | T  |
| Risultato | N  | N  | V | P  | N  | P  | V  | P  | V  | N  | P  | N  | N  | P  | V  | N  | V  | N  | N  | V  | P  | P  | N  | P  | N  | N  | V  | P  | P  | N  | N  | P  | P  | N  | N  | N  | V  | N  |
| Posizione | 12 | 13 | 6 | 11 | 12 | 16 | 11 | 16 | 12 | 12 | 14 | 13 | 13 | 16 | 13 | 13 | 10 | 10 | 9  | 7  | 10 | 11 | 11 | 13 | 12 | 12 | 11 | 11 | 14 | 14 | 14 | 16 | 16 | 16 | 16 | 17 | 15 | 17 |

Legenda:

Luogo: C = Casa; T = Trasferta. Risultato: V = Vittoria; N = Pareggio; P = Sconfitta.

### Statistiche dei giocatori
| Giocatore       | Serie B  | Serie B | Serie B     | Serie B    | Coppa Italia | Coppa Italia | Coppa Italia | Coppa Italia | Totale   | Totale | Totale      | Totale     |
| Giocatore       | Presenze | Reti    | Ammonizioni | Espulsioni | Presenze     | Reti         | Ammonizioni  | Espulsioni   | Presenze | Reti   | Ammonizioni | Espulsioni |
| --------------- | -------- | ------- | ----------- | ---------- | ------------ | ------------ | ------------ | ------------ | -------- | ------ | ----------- | ---------- |
| F. Baiano       | 38+1     | 14      | ?           | ?          | 5            | 1            | ?            | ?            | 44       | 15     | ?           | ?          |
| M. Benfari      | 1        | 0       | ?           | ?          | -            | -            | -            | -            | 1        | 0      | 0+          | 0+         |
| N. Caccia       | 19+1     | 2       | ?           | ?          | 3            | 0            | ?            | ?            | 23       | 2      | ?           | ?          |
| L. Cipriani     | 32+1     | 2       | ?           | ?          | 5            | 0            | ?            | ?            | 38       | 2      | ?           | ?          |
| G. Cristiani    | 35+1     | 0       | ?           | ?          | 5            | 2            | ?            | ?            | 41       | 2      | ?           | ?          |
| A. Del Bino     | -        | -       | -           | -          | 1            | 0            | ?            | ?            | 1        | 0      | 0+          | 0+         |
| L. Della Scala  | 28+1     | 0       | ?           | ?          | 5            | 0            | ?            | ?            | 34       | 0      | ?           | ?          |
| E. Di Francesco | 34+1     | 0       | ?           | ?          | 5            | 0            | ?            | ?            | 40       | 0      | ?           | ?          |
| G. Drago        | 38+1     | -33     | ?           | ?          | 5            | -7           | ?            | ?            | 44       | -40    | ?           | ?          |
| A. Grani        | 29+1     | 0       | ?           | ?          | 3            | 0            | ?            | ?            | 33       | 0      | ?           | ?          |
| A. Iacobelli    | 30       | 1       | ?           | ?          | 4            | 0            | ?            | ?            | 34       | 1      | ?           | ?          |
| G. Leone        | 18       | 0       | ?           | ?          | -            | -            | -            | -            | 18       | 0      | 0+          | 0+         |
| W. Mazzarri     | -        | -       | -           | -          | 4            | 0            | ?            | ?            | 4        | 0      | 0+          | 0+         |
| G. Monaco       | 23+1     | 0       | ?           | ?          | 4            | 0            | ?            | ?            | 28       | 0      | ?           | ?          |
| C. Parpiglia    | 37+1     | 3       | ?           | ?          | -            | -            | -            | -            | 38       | 3      | 0+          | 0+         |
| P. Prete        | -        | -       | -           | -          | 2            | 0            | ?            | ?            | 2        | 0      | 0+          | 0+         |
| V. Romano       | 7        | 0       | ?           | ?          | -            | -            | -            | -            | 7        | 0      | 0+          | 0+         |
| A. Salvadori    | 31       | 0       | ?           | ?          | 1            | 0            | ?            | ?            | 32       | 0      | ?           | ?          |
| A. Soda         | 26+1     | 4       | ?           | ?          | 5            | 2            | ?            | ?            | 32       | 6      | ?           | ?          |
| F. Terrusu      | 1        | 0       | ?           | ?          | -            | -            | -            | -            | 1        | 0      | 0+          | 0+         |
| A. Trevisan     | 21+1     | 0       | ?           | ?          | 5            | 1            | ?            | ?            | 27       | 1      | ?           | ?          |
| C. Urbano       | -        | -       | -           | -          | 3            | 0            | ?            | ?            | 3        | 0      | 0+          | 0+         |
| B. Vignola      | 37+1     | 3       | ?           | ?          | -            | -            | -            | -            | 38       | 3      | 0+          | 0+         |
| A. Zennaro      | -        | -       | -           | -          | 3            | 0            | ?            | ?            | 3        | 0      | 0+          | 0+         |